# Дрина, Амар
Амар Дрина (босн. Amar Drina; род. 30 мая 2002) — боснийский футболист, защитник клуба «Железничар».

## Клубная карьера
Дриан — воспитанник клуба «Железничар». 30 мая 2021 года в матче против «Крупа» он дебютировал в чемпионате Боснии и Герцеговины.